# 桜井英治
桜井 英治（さくらい えいじ、1961年11月 - ）は、日本の歴史学者、東京大学教授。専門は日本中世史・流通経済史。茨城県出身。

## 経歴
- 1980年3月 - 茨城県立水戸第一高等学校卒業[1]
- 1984年3月 - 東京大学文学部考古学科卒業
- 1989年3月 - 東京大学大学院人文科学研究科博士課程単位取得退学
- 1989年4月 - 北海道大学大学院文学研究科助教授
- 1997年 - 「日本中世の経済構造」で博士（文学）の学位を取得
- 2006年 - 東京大学大学院総合文化研究科助教授
- 2007年 - 東京大学大学院総合文化研究科准教授
- 2012年 - 『贈与の歴史学 儀礼と経済のあいだ』で第10回角川財団学芸賞を受賞
- 2012年10月 - 東京大学大学院総合文化研究科教授

## 人物
学部は中世手工業者へ関心を示し考古学を専攻したが、大学院では歴史学の立場からの研究を行うようになった。大学院進学後は石井進に師事、教養学部の勝俣鎮夫からは大きな影響を受け、網野善彦の歴史学を批判的に受け継ぎ中世の職人等の非農業民や中世流通経済の研究を行っている。

## 単著
- 『日本中世の経済構造』岩波書店 1996年
- 『日本の歴史12 室町人の精神』講談社 2001年、講談社学術文庫 2009年
- 『日本史リブレット27 破産者たちの中世』山川出版社 2005年
- 『贈与の歴史学 儀礼と経済のあいだ』中公新書 2011年
- 『交換・権力・文化 ひとつの日本中世社会論』みすず書房 2017年

## 編著
- 『国立歴史民俗博物館研究報告92集　古代・中世の都市をめぐる流通と消費』国立歴史民俗博物館 2002年
- 『国立歴史民俗博物館研究報告113集　古代・中世における流通・消費とその場』国立歴史民俗博物館 2004年

## 共編
- （中西聡）『新体系日本史12　流通経済史』（山川出版社、2002年）